# Liste der Naturschutzgebiete in Straubing
In der Stadt Straubing gibt es ein Naturschutzgebiet.
| Name                          | Bild | Kennung                   | Einzelheiten                                           | Position | Fläche Hektar | Datum |
| ----------------------------- | ---- | ------------------------- | ------------------------------------------------------ | -------- | ------------- | ----- |
| Öberauer Donauschleife        |      | NSG-00288.01 WDPA: 164857 | Stadt Straubing 230,02 ha, LK Straubing-Bogen 60,57 ha | ⊙        | 290,59        | 1986  |
| Legende für Naturschutzgebiet |      |                           |                                                        |          |               |       |